# Llista de topònims de la Riera de Gaià
Llista de topònims (noms propis de lloc) del municipi de la Riera de Gaià, al Tarragonès
Informació actualitzada per un bot. Els canvis manuals es perdran quan s'actualitzi!

## entitat singular de població
| imatge | Nom                  | Ubicat a         | instància de                                   | Detalls  | coordenades                                                                | Protecció | Commons (més fotos) | Dades a WD                    |
| ------ | -------------------- | ---------------- | ---------------------------------------------- | -------- | -------------------------------------------------------------------------- | --------- | ------------------- | ----------------------------- |
|        | Ardenya              | la Riera de Gaià | entitat singular de població                   | 102 hab  | 41° 10′ 07″ N, 1° 20′ 18″ E / 41.1685554514683°N,1.3383670041195°E 38 msnm |           | Ardenya             | Modifica les dades a Wikidata |
|        | Residencial la Riera | la Riera de Gaià | entitat singular de població                   | 105 hab  | 41° 10′ 02″ N, 1° 21′ 35″ E / 41.16730416°N,1.35982539°E 38 msnm           |           |                     | Modifica les dades a Wikidata |
|        | el Castellot         | la Riera de Gaià | entitat singular de població                   | 317 hab  | 41° 09′ 22″ N, 1° 21′ 11″ E / 41.156155068114°N,1.352981609724°E 37 msnm   |           |                     | Modifica les dades a Wikidata |
|        | la Riera de Gaià     | la Riera de Gaià | entitat singular de població capital municipal | 1268 hab | 41° 09′ 53″ N, 1° 21′ 43″ E / 41.16478355°N,1.36183115°E 29 msnm           |           |                     | Modifica les dades a Wikidata |
|        | les Cases de Virgili | la Riera de Gaià | entitat singular de població                   | 14 hab   | 41° 10′ 03″ N, 1° 22′ 17″ E / 41.16743384°N,1.37150393°E 51 msnm           |           |                     | Modifica les dades a Wikidata |

## església
| imatge | Nom                                 | Ubicat a         | instància de | Detalls                                   | coordenades                                                                                     | Protecció                                  | Commons (més fotos)                 | Dades a WD                    |
| ------ | ----------------------------------- | ---------------- | ------------ | ----------------------------------------- | ----------------------------------------------------------------------------------------------- | ------------------------------------------ | ----------------------------------- | ----------------------------- |
|        | Sant Jordi d'Ardenya                | la Riera de Gaià | església     | Estil: arquitectura barroca 18th century  | 41° 10′ 07″ N, 1° 20′ 38″ E / 41.168632°N,1.343895°E ca:Plaça de l'Església, 6. Ardenya 41 msnm | bé integrant del patrimoni cultural català | Sant Jordi d'Ardenya                | Modifica les dades a Wikidata |
|        | Santa Margarida de la Riera de Gaià | la Riera de Gaià | església     | Estil: arquitectura barroca 18th century  | 41° 09′ 53″ N, 1° 21′ 43″ E / 41.164682°N,1.362028°E ca:Plaça de la Vila 28 msnm                | bé cultural d'interès local                | Santa Margarida de la Riera de Gaià | Modifica les dades a Wikidata |
|        | església vella d'Ardenya            | la Riera de Gaià | església     | Estil: arquitectura romànica 12nd century | 41° 10′ 07″ N, 1° 20′ 37″ E / 41.168592°N,1.343736°E ca:Plaça Major, Ardenya 40 msnm            | bé cultural d'interès local                | Església vella d'Ardenya            | Modifica les dades a Wikidata |

## masia
| imatge | Nom                | Ubicat a         | instància de | Detalls | coordenades                                                                                     | Protecció | Commons (més fotos) | Dades a WD                    |
| ------ | ------------------ | ---------------- | ------------ | ------- | ----------------------------------------------------------------------------------------------- | --------- | ------------------- | ----------------------------- |
|        | Mas de Benet       | la Riera de Gaià | masia        |         | 41° 09′ 15″ N, 1° 22′ 07″ E / 41.1540336373788°N,1.36869340695205°E                             |           |                     | Modifica les dades a Wikidata |
|        | Mas de Cendrós     | la Riera de Gaià | masia        |         | 41° 10′ 03″ N, 1° 21′ 25″ E / 41.1675577314788°N,1.35692668652466°E                             |           |                     | Modifica les dades a Wikidata |
|        | Mas de Damià       | la Riera de Gaià | masia        |         | 41° 09′ 44″ N, 1° 20′ 17″ E / 41.1621250683348°N,1.33801589839621°E                             |           |                     | Modifica les dades a Wikidata |
|        | Mas de la Farigola | la Riera de Gaià | masia        |         | 41° 10′ 15″ N, 1° 20′ 32″ E / 41.1709412056194°N,1.34223943109367°E                             |           |                     | Modifica les dades a Wikidata |
|        | Virgili            | la Riera de Gaià | masia        |         | 41° 10′ 00″ N, 1° 22′ 06″ E / 41.1667830905862°N,1.36832948043109°E ca:Virgili, carretera T-214 |           |                     | Modifica les dades a Wikidata |
|        | el Maset           | la Riera de Gaià | masia        |         | 41° 09′ 37″ N, 1° 20′ 15″ E / 41.1603435042582°N,1.337524578618°E                               |           |                     | Modifica les dades a Wikidata |

## molí d'aigua
| imatge | Nom              | Ubicat a         | instància de | Detalls                                  | coordenades                                                                           | Protecció                                  | Commons (més fotos)                 | Dades a WD                    |
| ------ | ---------------- | ---------------- | ------------ | ---------------------------------------- | ------------------------------------------------------------------------------------- | ------------------------------------------ | ----------------------------------- | ----------------------------- |
|        | el Molinet       | la Riera de Gaià | molí d'aigua | Estil: arquitectura popular 18th century | 41° 10′ 13″ N, 1° 20′ 56″ E / 41.170348°N,1.348916°E ca:Carretera T-203, km 7 29 msnm | bé integrant del patrimoni cultural català | El Molinet (la Riera de Gaià)       | Modifica les dades a Wikidata |
|        | molí de la Torre | la Riera de Gaià | molí d'aigua | Estil: arquitectura popular 18th century | 41° 09′ 41″ N, 1° 21′ 45″ E / 41.161371°N,1.362608°E ca:Carrer de Pau Casals 22 msnm  | bé integrant del patrimoni cultural català | Molí de la Torre (la Riera de Gaià) | Modifica les dades a Wikidata |
|        | molí del Mig     | la Riera de Gaià | molí d'aigua | Estil: arquitectura popular 18th century | 41° 09′ 53″ N, 1° 21′ 41″ E / 41.164845°N,1.361423°E ca:Plaça Major, 9 24 msnm        | bé cultural d'interès local                | Molí del Mig (la Riera de Gaià)     | Modifica les dades a Wikidata |

## muntanya
| imatge | Nom        | Ubicat a         | instància de | Detalls | coordenades                                                     | Protecció | Commons (més fotos) | Dades a WD                    |
| ------ | ---------- | ---------------- | ------------ | ------- | --------------------------------------------------------------- | --------- | ------------------- | ----------------------------- |
|        | Pinyolenc  | la Riera de Gaià | muntanya     |         | 41° 09′ 54″ N, 1° 22′ 21″ E / 41.16505°N,1.37261667°E 67.3 msnm |           |                     | Modifica les dades a Wikidata |
|        | Pujol Rodó | la Riera de Gaià | muntanya     |         | 41° 09′ 28″ N, 1° 20′ 33″ E / 41.1579°N,1.34257°E 105.9 msnm    |           |                     | Modifica les dades a Wikidata |

## nucli de població
| imatge | Nom                | Ubicat a                          | instància de      | Detalls                     | coordenades                                                       | Protecció                   | Commons (més fotos) | Dades a WD                    |
| ------ | ------------------ | --------------------------------- | ----------------- | --------------------------- | ----------------------------------------------------------------- | --------------------------- | ------------------- | ----------------------------- |
|        | Caseriu de Virgili | la Riera de Gaià                  | nucli de població | Estil: arquitectura popular | 41° 10′ 00″ N, 1° 22′ 07″ E / 41.166676°N,1.368608°E 50 msnm      | bé cultural d'interès local | Caseriu de Virgili  | Modifica les dades a Wikidata |
|        | la Coma            | la Riera de Gaià Vespella de Gaià | nucli de població |                             | 41° 10′ 24″ N, 1° 20′ 52″ E / 41.173194678975°N,1.3477864388007°E |                             |                     | Modifica les dades a Wikidata |

## pont
| imatge | Nom           | Ubicat a         | instància de | Detalls | coordenades                                                         | Protecció | Commons (més fotos) | Dades a WD                    |
| ------ | ------------- | ---------------- | ------------ | ------- | ------------------------------------------------------------------- | --------- | ------------------- | ----------------------------- |
|        | Pont de Xacó  | la Riera de Gaià | pont         |         | 41° 10′ 21″ N, 1° 20′ 36″ E / 41.1724343571425°N,1.34334618167203°E |           |                     | Modifica les dades a Wikidata |
|        | els Deu Ponts | la Riera de Gaià | pont         |         | 41° 10′ 20″ N, 1° 21′ 43″ E / 41.1721337159988°N,1.36199787734574°E |           |                     | Modifica les dades a Wikidata |

## Misc
| imatge | Nom                                            | Ubicat a                             | instància de           | Detalls                                                                    | coordenades                                                                                              | Protecció                                            | Commons (més fotos)                    | Dades a WD                    |
| ------ | ---------------------------------------------- | ------------------------------------ | ---------------------- | -------------------------------------------------------------------------- | --- | ---------------------------------------------------- | -------------------------------------- | ----------------------------- |
|        | Casa Borràs                                    | la Riera de Gaià                     | palau                  | Estil: gòtic tardà 17th century                                            | 41° 09′ 55″ N, 1° 21′ 42″ E / 41.165161°N,1.361728°E ca:Carrer Major, 35 30 msnm                         | bé cultural d'interès local                          | Casa Borràs                            | Modifica les dades a Wikidata |
|        | Torre de l'Abella                              | la Riera de Gaià                     | torre de sentinella    | Estil: arquitectura romànica                                               | 41° 10′ 14″ N, 1° 21′ 02″ E / 41.1706°N,1.35058°E ca:Ardenya, carretera al Catllar, km 7,5 44 msnm       | bé d'interès cultural bé cultural d'interès nacional | Torre d'Abella                         | Modifica les dades a Wikidata |
|        | Torre de l'Alzina                              | la Riera de Gaià                     | torre de defensa       |                                                                            | 41° 09′ 47″ N, 1° 20′ 36″ E / 41.16305°N,1.34333°E                                                       | bé cultural d'interès nacional                       |                                        | Modifica les dades a Wikidata |
|        | casa consistorial de la Riera de Gaià          | la Riera de Gaià                     | casa consistorial      |                                                                            | 41° 09′ 54″ N, 1° 21′ 42″ E / 41.1649467°N,1.3616645°E                                                   |                                                      |                                        | Modifica les dades a Wikidata |
|        | castell de Montoliu                            | la Riera de Gaià                     | castell                |                                                                            | 41° 09′ 17″ N, 1° 21′ 46″ E / 41.1548°N,1.36268°E ca:Urbanització El Castellot 79 msnm                   | bé d'interès cultural bé cultural d'interès nacional | Castell de Montoliu                    | Modifica les dades a Wikidata |
|        | creu de terme de la carretera de Torredembarra | la Riera de Gaià                     | creu de terme          |                                                                            | 41° 10′ 03″ N, 1° 22′ 00″ E / 41.16759°N,1.36678°E                                                       | bé integrant del patrimoni cultural català           | Creu de terme de la Riera de Gaià      | Modifica les dades a Wikidata |
|        | escut de la casa Borràs                        | la Riera de Gaià                     | escut d'armes          | Estil: arquitectura barroca 18th century                                   | 41° 09′ 54″ N, 1° 21′ 42″ E / 41.165113°N,1.361652°E ca:carrer Major, 35                                 | bé cultural d'interès nacional                       | Escut de la casa Borràs                | Modifica les dades a Wikidata |
|        | estació de la Riera                            | la Riera de Gaià                     | estació de ferrocarril |                                                                            | 41° 10′ 11″ N, 1° 22′ 01″ E / 41.16975°N,1.3670277777777775°E                                            |                                                      |                                        | Modifica les dades a Wikidata |
|        | pallissa de l'Oms                              | la Riera de Gaià                     | cabana                 |                                                                            | 41° 09′ 37″ N, 1° 22′ 02″ E / 41.160271891694°N,1.36714421153161°E                                       |                                                      |                                        | Modifica les dades a Wikidata |
|        | plàtan de la Plaça de la Riera de Gaià         | la Riera de Gaià                     | arbre singular         | Taxon: plàtan (Platanus ×hispanica) Ample: 17.5m Alt: 23m Perímetre: 4.97m | 41° 09′ 53″ N, 1° 21′ 42″ E / 41.16486°N,1.36169°E ca:Plaça de la Vila 28 msnm                           | arbre monumental                                     | Plàtan de la Plaça de la Riera de Gaià | Modifica les dades a Wikidata |
|        | riu Gaià                                       | Conca de Barberà Alt Camp Tarragonès | curs d'aigua           | Desemboca: mar Mediterrània Llarg: 59km Conca: 423.8km²                    | 41° 31′ 55″ N, 1° 23′ 15″ E / 41.531903°N,1.38742°E 41° 07′ 53″ N, 1° 22′ 03″ E / 41.131362°N,1.367462°E |                                                      | Gaià River                             | Modifica les dades a Wikidata |